# Byzantská kultura

Vlajka řecké pravoslavné církve inspirovaná byzantskou symbolikou – orlem palaiologovské dynastie.

Po zániku západořímské říše převzala byzantská říše plně postavení nejvýznamnějšího centra nejen politického a hospodářského charakteru, ale také centra kultury a vzdělanosti tehdejšího civilizovaného světa. Kulturní těžiště antického světa spočívalo na helenizovaném východě, kam se obracel také Řím. Obyvatelstvo východní části římské říše bylo sice po etnické stránce velmi rozmanité, ale jednotícím „nadnárodním“ prvkem se tu stala řecká kultura a vzdělanost. V posledních staletích římského impéria byla kultura východu i západu ovlivněna formujícím křesťanským učením, jehož kolébkou byl rovněž východ.
Vztah mezi křesťanstvím a řeckou kulturou nebyl jednoznačný. Na jedné straně odmítali křesťané pod vlivem asketických mnichů kulturní dědictví antiky a zavrhovali klasické vzdělání, které považovali za projev světské rozmařilosti. Na druhé straně se křesťanským vzdělancům dostávalo vzdělání v tradičním antickém duchu, které pak využívali k šíření a obhajobě svojí víry.
Míšení antických a křesťanských tradic bylo typické pro byzantskou kulturu od samého počátku, aniž by došlo k jejich syntéze a tvůrčímu využití, jako tomu bylo například v západní scholastice. „Byzantská kultura se proto od samých počátků vyvíjela ve znamení dualismu antických a křesťanských tradic“, píše ve své knize Byzantská vzdělanost známá česká byzantoložka Růžena Dostálová. „Právě toto trvalé napětí mezi dvěma póly – mezi Homérem školské tradice a biblí – bylo jednou ze základních příčin toho, že byzantská vzdělanost nikdy nevytvořila skutečnou syntézu a těžce hledala cestu vlastního plodného vývoje.“
Přejímání antické tradice se například v byzantském písemnictví často projevovalo pouze napodobováním dokonalých děl klasické literatury po jazykové a stylistické stránce, uváděním hojných citátů a variací detailů, ne však tvorbou nových celkově originálních prací.

## Patristika – kappadočtí otcové
Za nejranější byzantské autory lze považovat čtyři raně křesťanské teology, kteří bývají označováni jako Kappadočtí otcové, Velcí kappadočtí nebo Církevní Otcové Východu. Jsou to svatý Atanáš (Athanasios), svatý Basil, svatý Řehoř Naziánský a svatý Jan Zlatoústý. Patří mezi tzv. mladší církevní otce druhého období patristiky, pro niž byla typická snaha o zapracování základních křesťanských dogmat, vytvořených v raném období patristiky, do jednotného systému křesťanského učení.
Tito učenci reprezentují počáteční snahy o prolnutí a splynutí antické vzdělanosti s křesťanskými dogmaty. Předcházely jim polemiky mezi zastánci klasického vzdělání křesťanskými mysliteli, během nichž pozvolna docházelo k seznámení s názory protivníků. Křesťanské myšlení, které původně vycházelo z monoteistického judaismu, se začalo sbližovat s řeckou filozofií (ve fázi patristiky s platónismem, obliba aristotelismu přišla teprve později v období scholastiky).
Kappadočtí otcové svatý Basil, Řehoř z Nazianzu a Basilův bratr Řehoř z Nyssy získali klasické vzdělání na athénské akademii, jež zahrnovalo také řečnické dovednosti, a díky tomu se výrazně zasloužili o všeobecné prosazení nikájského učení o božské Trojici ve východní církvi, které díky svému klasickému vzdělání zpřístupnili přijatelnější literární a rétorickou formou. Jejich polemiky byly namířeny především proti ariánům, kteří v té době převažovali i na konstantinopolském dvoře, zatímco pohané pozvolna z života římské společnosti mizeli. Kappadočtí otcové a Jan Zlatoústý byli nejen významnými křesťanskými mysliteli, ale působili také ve vysokých církevních funkcích. Basileios Veliký se stal zakladatelem jediné později na východě uznávané mnišské řehole basiliánů.
Zároveň pronikal do byzantské společnosti citově vyhraněný mysticismus a asketismus, jevy typické pro mnišské hnutí, které byly neslučitelné s řeckou uměřeností a racionalismem. Rozpor mezi nimi byl zřetelný v duchovním vývoji Byzance po celou dobu její existence, například v době bojů o uctívání obrazů (ikonoklasmus), nebo později ve sporech mezi hésychasty a uniaty.

## Období Justiniána I. – vrchol pozdně antické kultury
Období vlády císaře Justiniána I. (527–565) představovalo vrcholné období nejen politického, ale také kulturního rozvoje říše. To se projevovalo jak ve hmotné, tak v duchovní kultuře.

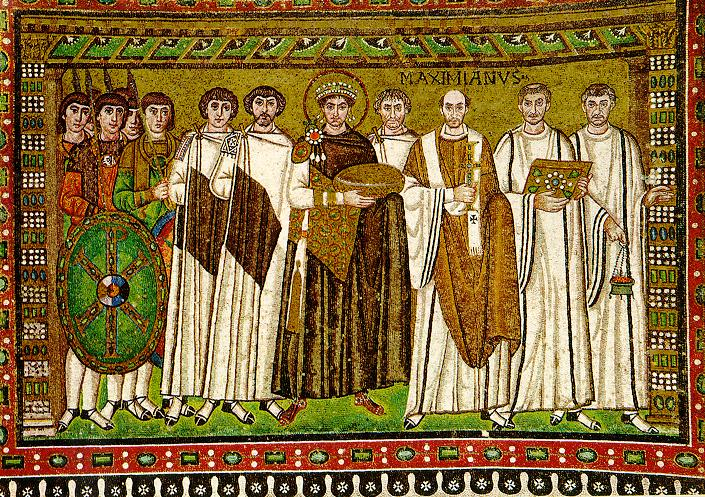
Císař Justinián I. se svým dvorem; mozaika v chrámu San Vitale v Ravenně

K nejvýznamnějším odvětvím byzantského písemnictví patřila – jako ostatně po celou dobu existence říše – historiografie. V dějepisné produkci lze sledovat dva základní proudy. Jeden představují historické monografie, druhý kronikářská tvorba.
Oficiální historiografie odrážela zájmy konstantinopolského dvora a prostředí vzdělaných vrstev. Vědomě navazovala na antické vzory, jakými byli například významní historikové Hérodotos a Thúkydidés v Řecku nebo Titus Livius v Římě. Na rozdíl od starověkých dějepisců nehledali byzantští kronikáři smysl dějin, ale historii chápali pragmaticky jako „učitelku života“. To znamená, že v ní hledali praktické poučení pro vojenskou strategii, diplomacii, vládu atd. To bylo umožněno tím, že dějiny chápali cyklicky jako opakující se etapy. Konkrétní data pro ně nebyla důležitá, což se občas projevilo na chronologické nepřesnosti. Díla byla psána jazykem vzdělanců, kterým byla Řečtina.
Nejvýznamnějším představitelem tohoto směru v 6. století byl Prokopios z Kaisareie, který napsal především osm knih o Justiniánových válkách s Peršany, Góty a Vandaly, jichž se osobně zúčastnil. Dále sem patří práce právníka a historika
Agathia, který pokračoval v Prokopiových dějinách Justiniánova období, člena císařské stráže Memandra Protestora a Theofylakta Simokatta, který zachytil události z doby císaře Maurikia.
Jejich protějšek představuje nejstarší a zároveň jedna z nejznámějších byzantských světových kronik Chronografia Ióanna Malaly. Pro byzantské kronikářství bylo typické odpoutání se od antické tradice. Kroniky líčily světové dějiny většinou od stvoření světa a viděly v nich především důsledek Boží prozřetelnosti, která trestá lidské hříchy. Nevybíraly fakta, ani se nesnažily pátrat po příčinách událostí. Jejich pojetí bylo lineární, přísně analistické. Velkou pozornost věnovaly přírodním úkazům, pohromám a nadpřirozeným událostem. Byly psány jednoduchým jazykem lidových vrstev a sloužily především pro jejich pobavení. Hojně byly čteny také mnichy v klášterech.

## Byzantský sloh
Za vlády Justiniána I. byl vytvořen vlastní byzantský umělecký sloh, který stejně jako byzantská duchovní kultura vycházel z raně křesťanského umění, jež bylo ovlivněno orientálními tradicemi Blízkého Východu. Stal typickým znakem byzantské architektury i výtvarného umění po celou dobu existence říše a jeho vliv pronikl z Balkánu a Malé Asie do dalších zemí (Sýrie, Palestiny, Egypta, severní Afriky, Arménie na východě, na západ do Itálie, na Sicílii a do jižní Francie a v souvislosti s šířením křesťanství také ke Slovanům na Balkáně, na Moravě a na Rusi).

Slavný chrám Hagia Sofia v Konstantinopoli; později islámská mešita, dnes muzeum

Typickým projevem tohoto slohu v architektuře jsou mohutné křesťanské chrámy postavené na půdorysu tvaru kříže, nad jehož středem a rameny se tyčí kopule. Vnitřky chrámů jsou obloženy vzácnými barevnými mramory, zdi a kopule pokrývají nástěnné malby nebo pestrobarevné mozaiky.
První a zároveň nejvelkolepější stavbou v byzantském slohu byl chrám Hagia Sofia (Boží moudrosti) na hlavním konstantinopolském náměstí. Tento dlouho největší křesťanský kostel byl postaven z popudu císaře Justiniána a pod jeho osobním dohledem za pouhých šest let. Má obrovskou ústřední kopuli v rozpětí 41 metrů. Uvnitř je vyzdoben bohatými mozaikami a sloupovými předsíněmi. Ostatní vnitřní zařízení bylo zničeno Turky, kteří dobyli Konstantinopol roku 1453.
Výtvarná výzdoba chrámu se řídila přesnými pravidly, která určovala celkové rozvržení výjevů. V klenuté části bývala umístěna postava Ježíše Krista nebo Matky Boží s Ježíškem v náručí. Kristus byl zobrazován jako vševládný pán světa – Pantokrator. Jeho postava je mohutná, aby zdůrazňovala Ježíšův nejvyšší majestát. Také vzpřímený postoj mu dodával patřičné důstojnosti.

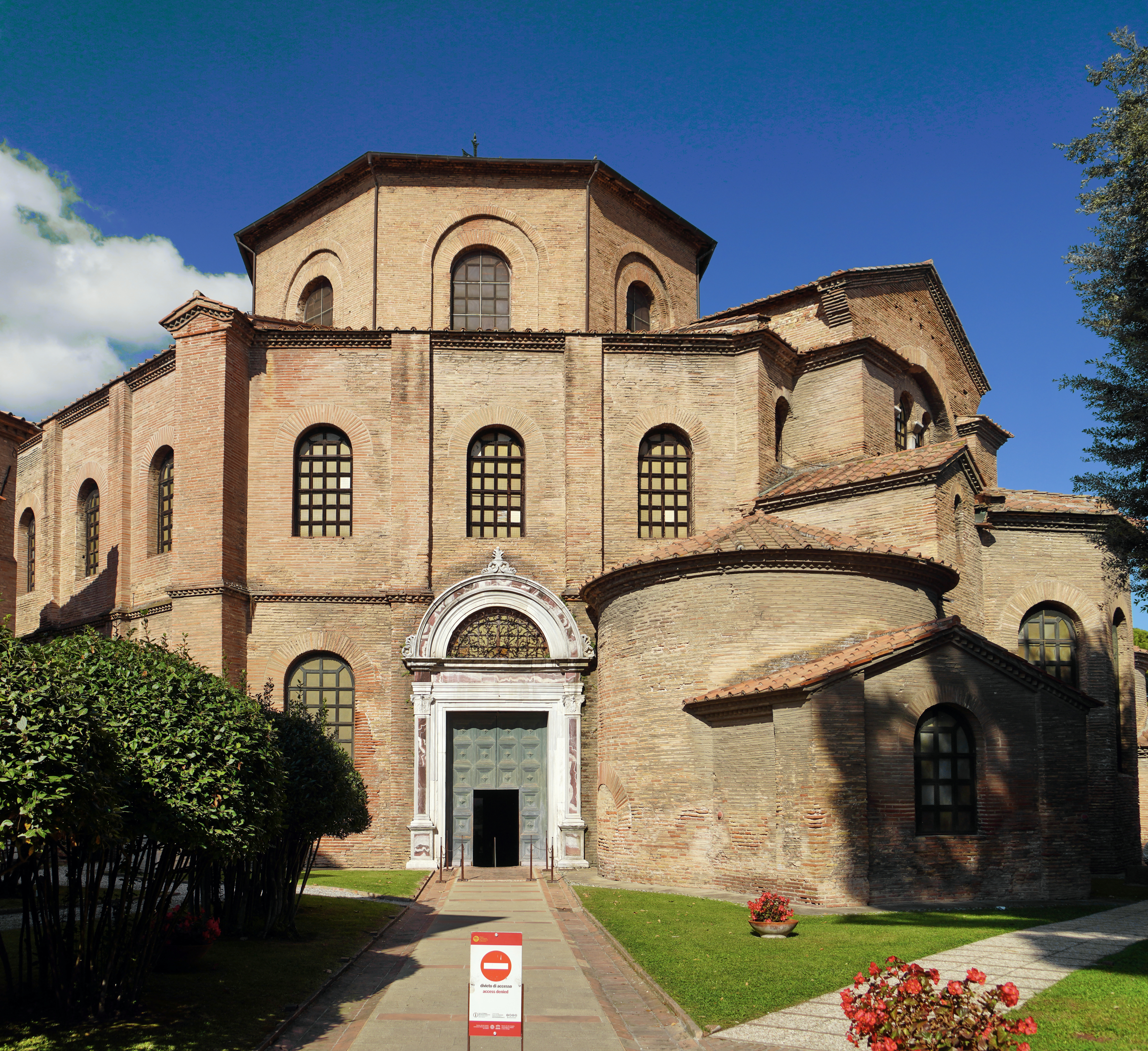
Chrám San Vitale v Ravenně

Vedle monumentální nástěnné výzdoby se rozvíjela malba na dřevěných deskách. Námětem svatých obrazů – ikon – byl Ježíš Kristus a další biblické osoby, později také svatí a mučedníci křesťanské církve. Postavy se malovaly živými barvami na zlacený sádrový podklad. Byly strnulé a působily plošným dojmem. To je charakteristickým rysem celého byzantského malířství.
Velké oblibě se u byzantských císařů a magnátů těšily rukopisné knihy s obrázky, v nichž se vyprávěly biblické příběhy nebo příhody ze života svatých. Některé rukopisy zdobily v úvodu podobizny majitelů knih. Tyto drobné obrázky, miniatury, jsou zdrojem našich poznatků o tom, jak vypadaly byzantské princezny, vojevůdci a další významní lidé a jaká tehdy panovala móda. Také tyto miniaturní malby byly malovány na zlatém podkladě a vytvářely dojem mozaiky.

## Teologická literatura, obhajoba ortodoxie a uctívání obrazů
V mnohem menší míře než s historickou produkcí se ve středověké Byzanci setkáváme s literární činností v oblasti teologie. Poté, co první všeobecné koncily v Nikáii (325), Efesu (431) a Chalkedonu (451) formulovaly základní křesťanská dogmata, nepociťovali ortodoxní křesťané již tolik potřebu o těchto záležitostech diskutovat. Hlavní autoritou se stala Bible a díla raných teologů - církevních otců. Teologická pojednání tak vycházela především z heretického prostředí odpůrců oficiálních dogmat.
Teologická literatura sloužící potřebám ortodoxní církve se produkovala především v dobách, kdy bylo oficiální učení církve ohroženo. Patří mezi ně období v poloviny 7. století, kdy se vládnoucí kruhy v čele s císařem Herakleiem (610–641) a poté Konstantem II. Pogonatem (641–668) snažily o smíření ortodoxie s monofyzitskou herezí a přišly nejprve s kompromisním dogmatem o monoenergismu a později s monotheletismem. Proti jejich názorům vystoupil jako obhájcem oficiálního chalkedonského kánonu mnich Maximos Homologetes. Jeho teologické spisy byly typickými produkty byzantského mnišství. Emotivní mystický přístup v nich převažoval nad filozofickým racionalismem, typickým pro západní teologii. Maximovo dílo bylo hojně čteno v klášterním prostředí a mělo velký vliv na další vývoj typického řeckého mysticismu.
V období boje proti uctívání obrazů v 8. a první polovině 9. století se formovala nejen teorie obrazoborectví (ikonoklasmu), ale také ikonodúlie (uctívání obrazů). Na toto téma vznikly početné traktáty. Mnoho z nich se zabývalo otázkou, za jakých podmínek je možné se přiblížit k Bohu a jakou roli v tom mohou mít svaté obrazy a jejich uctívání. Z této produkce se dochovaly téměř výlučně spisy ikonodulů (jejich autory jsou převážně mniši), neboť práce obhajující ikonoklasmus byly po návratu k uctívání obrazů většinou zničeny.
Počátky teorie uctívání obrazů jsou spojeny s osobou konstantinopolského patriarchy Germana, který se nepodřídil vůli císaře Leona III., jenž zahájil boj proti ikonodúlii, a byl proto sesazen. Germanos poukazuje na výchovnou funkci ikony, která má vést věřící k napodobování skutků svatých. Nejvýrazněji se však o zformování ikonodúlské teorie zasloužil mnich Jan Damašský (psal na počátku 8. století). Obhajoval nejen uctívání obrazů, ale také názor, že císaři nepřísluší zasahovat do záležitostí církve. Na základě prací církevních otců a rozhodnutí koncilů systematicky utřídil a vyložil v díle Pramen poznání dosavadní byzantskou teologii.
S druhou vlnou obrazoborectví je spojena osobnost opata známého konstantinopolského kláštera Studios Theodora. Také on horlil proti prosazování se světské moci v církvi a usiloval o reformu života mnišstva v byzantských klášterech, které se snažil přivést od pasivního mysticismu k aktivitě. Za své aktivity byl poslán třikrát do vyhnanství.

## Makedonská renesance
Po definitivnímu návratu k uctívání obrazů v roce 843 a zastavení arabské invaze, došlo v Byzanci k politické stabilizaci, v jejímž důsledku došlo k velkému politickému i kulturnímu rozmachu říše, který trval do počátku 11. století. Podle tehdy vládnoucí dynastie bývá toto období nazýváno makedonskou renesancí.
Již v první polovině 9. století byly učiněny první pokusy o obnovu vysokého školství v Konstantinopoli. S podporou císaře Theofila začal v hlavním městě vyučovat vynikající vědec Leon Filosof (též Matematik). Později získal podporu strýce a spoluvládce císaře Michaela III. kaisara Bardy, který zřídil v císařském paláci Mangaura novou vysokou školu a svěřil mu její vedení. Vyučovala se zde filozofie, geometrie, astronomie a gramatika. Na této škole měl působit také pozdější konstantinopolský patriarcha Fotios, jehož žákem byl Konstantin Filosof, v českých dějinách známý jako jeden z moravských věrozvěstů.
Typickým rysem tehdejší byzantské vzdělanosti byl encyklopedismus. Vycházel z představy, že pro výkon intelektuálních povolání je nezbytné všeobecné vzdělání (řecky enkyklios paidea). To bylo základem snah o pořízení souhrnu všeho dosavadního vědění a samozřejmě vedlo k oživení (renesanci) zájmu o antické písemnictví.
Nejvýznamnější vzdělanci té doby, mezi něž patřil komě Fotia především učenec na trůně, císař Konstantin VII. Porfyrogennetos, sbírali antické řecké i rané byzantské texty a věnovali se jejich vypisování, komentování a vydávání. Z výpisků byly pořizovány tematicky zaměřené encyklopedie, jejichž hlavním účelem bylo poučení pro praxi (ať již šlo o vládu, vojenské záležitosti nebo třeba zemědělství). To přispělo k rozvoji výroby rukopisných knih a knižní kultury. Díky byzantským encyklopedistům bylo zachováno mnoho památek řeckého písemnictví do dnešních dnů. Například Fotiova práce Bibliothéké neboli Myribiblion (Množství knih) obsahovala excerpta z 279 spisů, které autor doplnil vlastními hodnoceními a úvahami. Zasloužil se tak o zachování úryvků z mnoha dnes již nedochovaných prací včetně jejich charakteristiky.

## Byzantské misie a formování staroslověnské kultury
V polovině 9. století, především po roce 860, kdy byla Byzanc poprvé napadena Rusy, došlo k intenzívní misijní činnosti byzantské církve, která se tímto způsobem snažila pacifikovat své bojovné sousedy. Tak bylo christianizováno Bulharsko a učiněny první pokusy o pokřtění východních Slovanů a Varjagů. Nečekaně se naskytla příležitost vyslat misii také na vzdálenou Moravu.
Byzantští vzdělanci a diplomaté bratři Konstantin a Methodius (Metoděj) se na svůj úkol dobře připravili. Zároveň učinili převratné rozhodnutí spojit misijní poslání u Slovanů s pokusem vytvořit pro ně literaturu v jejich vlastním jazyce. Do té doby totiž panovalo nezvratné přesvědčení, že hlásat slovo Boží lze pouze v k tomu určených jazycích, řečtině, hebrejštině a latině.
Slované dosud neměli vlastní písmo ani literaturu. Proto bylo potřeba vytvořit spisovný slovanský jazyk, aby bylo možné do něj přeložit jak po stránce výrazové, tak stylistické potřebné biblické i teologické texty. Tak vznikla na základě slovanského nářečí, jímž mluvili Slované v okolí Konstantinovy a Metodějovy rodné Soluně, staroslověnština. Na Moravě byl pak tento jazyk ještě doplněn o některé místní výrazy. Konstantin vytvořil také pravidla pro překlady do slovanského jazyka. Podle jeho teorie bylo prvořadé nepřekládat text na základě přesnosti výrazu, ale podle jeho smyslu. To znamená, že specifické výrazy a vazby původního textu bylo třeba vyjadřovat vlastními jazykovými prostředky. Tím překonal názor, že teologické pojmy zásadně nelze přeložit z jazyka originálu, a už vůbec ne do jazyka barbarů.
Konstantin přeložil s Metodějovou pomocí do staroslověnštiny ještě před příchodem na Moravu téměř celý Nový zákon (s výjimkou Apokalypsy) a některé úryvky ze Starého zákona, které se četly při bohoslužbách. Ve veršované předmluvě nazvané Proglas velebil literaturu ve vlastním jazyce a podpořil slovanskou liturgii. Metoděj a jeho moravští žáci pokračovali v Konstantinově díle, a založili tak velkomoravskou překladatelskou školu, jejíž práce byly velmi kvalitní. Zpočátku překládali a upravovali cizojazyčné, především řecké texty, později je začali napodobovat a rozpracovávat tvůrčím způsobem. Tak se zrodila vlastní literární tvorba moravských a později také balkánských Slovanů.

## Komnenovská renesance
Období vlády dynastie Komnenovců patřilo mezi vrcholná období rozvoje byzantské kultury, proto je historici označují jako druhou, komnenovskou renesanci.
Vzrušující události 11.–12. století měly za důsledek bohatá historiografickou produkci, ať již šlo o kronikářské práce nebo literaturu memoirového charakteru.
Jeden ze skvostů byzantské historické literatury tohoto období představuje dílo dcery císaře Alexia I. Anny Komneny Alexias (česky Paměti byzantské princezny. Práce, v nichž zachytila léta 1069–1118 a oslavila vládu svého otce,
je vynikající jak z hlediska koncepce, tak po stránce stylistické a jazykové a má velkou uměleckou hodnotu. Historikem byl také Annin manžel Nikeforos Bryennias, který vylíčil boje o trůn v době nástupu Komnenovců. Panování a činy císaře Manuela I. velebí ve svém historickém díle jeho sekretář Ioannes Kinamos. Později popsal léta 1118–1213 také dvořan císaře Alexia III. Angela Niketas Choniates.
Vedle těchto učených historických prací, které se blížily momirům, vznikaly dále kroniky, jejichž autoři se pokoušeli zachytit delší dějinné období. Patřil mezi ně Ioannes Skylitzes, který napsal přehledné dílo o letech 811–1057. Jeho cílem bylo navázat na Theofanovu kroniku, ale zbavit se jeho stranickosti a odstranit rozpornost a neúplnost jeho výkladu. Velké množství antických a starších byzantských pramenů, dnes již mnohdy ztracených, použil pro svoji světovou kroniku, dovedenou od stvoření světa až do roku 1118 Ioannes Zonaras. Lidovou veršovanou kroniku a veršovaný román napsal Konstantinos Manasses, metropolita z Naupaktu. V tomto období také s největší pravděpodobností vznikl jeden z nejvýznamnějších byzantských eposů Digenis Akritas.

## Palaiologovské období
Pád Konstantinopole v roce 1204 do rukou křižáků ukončil prvenství Konstantinopole jako kulturního centra byzantské říše. Významnými středisky kultury se poté stala Nikáia, Soluň, Mystra, trapezuntské císařství, kde se v kontaktu s perskou vědou rozvíjely přírodní vědy. Původní postavení Konstantinopole v byzantském kulturním životě s již neobnovilo ani po roce 1261.
V důsledku kontaktu Byznatinců se západními latiny došlo k propojení východních a západních kulturních proudů, což se v Byzanci projevilo především stoupající oblibou veršovaného románu. Teologickou literaturu významně poznamenala polemika s katolickou církví, naplněná vášnivými obhajobami dogmatických specifik. Politické kruhy naopak usilovaly o smíření.
Od 14. století rozdělil vyšší kruhy byzantské společnosti poslední velký spor náboženské povahy, v němž šlo o hésychasmus a následně o přijetí církevní unie. Hésychasmus bylo iracionální mystické hnutí, jež se ve 14. století zrodilo v kontemplativním prostředí klášterů na hoře Athos. Neustálou modlitbou a naprostým vnitřním soustředěním usilovalo o emotivní spojení s Bohem a dosažení duševního klidu, jež je řecky označován jako hésychia. Na stranu hésychastů se přiklonil mocný magnát Ióannés Kantakuzenos a ze sporu duchovní povahy učinil politickou záležitost. Zároveň ovšem probíhala složitá teologicko-filozofická diskuse mezi vyznavači hésychasmu a jeho odpůrci, do níž se promítal protiklad mezi západním racionalismem, usilujícím o logický výklad církevních dogmat, a východním mysticismem, založeným na intuici. V letech 1347–1354 byl Kantakuzenos uznán za spolucísaře a zasadil se o přijetí hésychasmu jako oficiálního dogmatu ortodoxní církve. Hésychamus získal v Byzanci mnoho přívrženců v různých společenských vrstvách a šířil se odtud do dalších pravoslavných zemí, především na Rus.
Hésychasté lpěli na zachování ortodoxie a ostře odmítali jakékoliv spojení s Římem. Dávali přednost turecké nadvládě před uznáním papežského primátu. Odpůrci hésychasmu se jako zastánci realistické politiky později přiklonili k církevní unii – existence samostatného byzantského státu pro ně byla důležitější než zachování stávajících náboženských poměrů. Šlo především o humanisty (někdy se píše o tzv. třetí palaiologovské renesanci). Převaha hésychasmu v byzantském prostředí však bránila šíření myšlenek humanismu a renesance a dále prohlubovala propast mezi ortodoxním východem a latinským západem.

## Šíření byzantské kultury a vzdělanosti
Vliv vyspělé byzantské kultury se projevil ve velké části Evropy. Její šíření bylo spojeno především s přijetím křesťanství. Pokřtěni byzantskými duchovními byli Slované v Bulharsku, na Rusi a zčásti i na Moravě. Misionáři s sebou přinášeli potřebné bohoslužebné texty a části Bible přeložené do slovanského jazyka. Pod jejich vlivem se začala rozvíjet vlastní slovanská literatura. Zpočátku nesla zjevné stopy byzantského stylu stejně jako první chrámové stavby Slovanů. Podle byzantských vzorů se stavělo také v západní Evropě.

## Významné edice byzantského písemnictví
- Corpus scriptorum historiae byzantinae, svazky I-L, Bonn 1828–1897 (dějepisectví)
- Bibliotheca hagiographica graeca I-III, ed. F.Halkin, Bruxelles 1957 (legendy)
- Patrologiae cursus completus. Series graeca, 161 svazků, ed. Jacques Paul Migne, Paris 1857–1866 (církevní písemnictví, teologie a filosofie)